# Номер ІМО

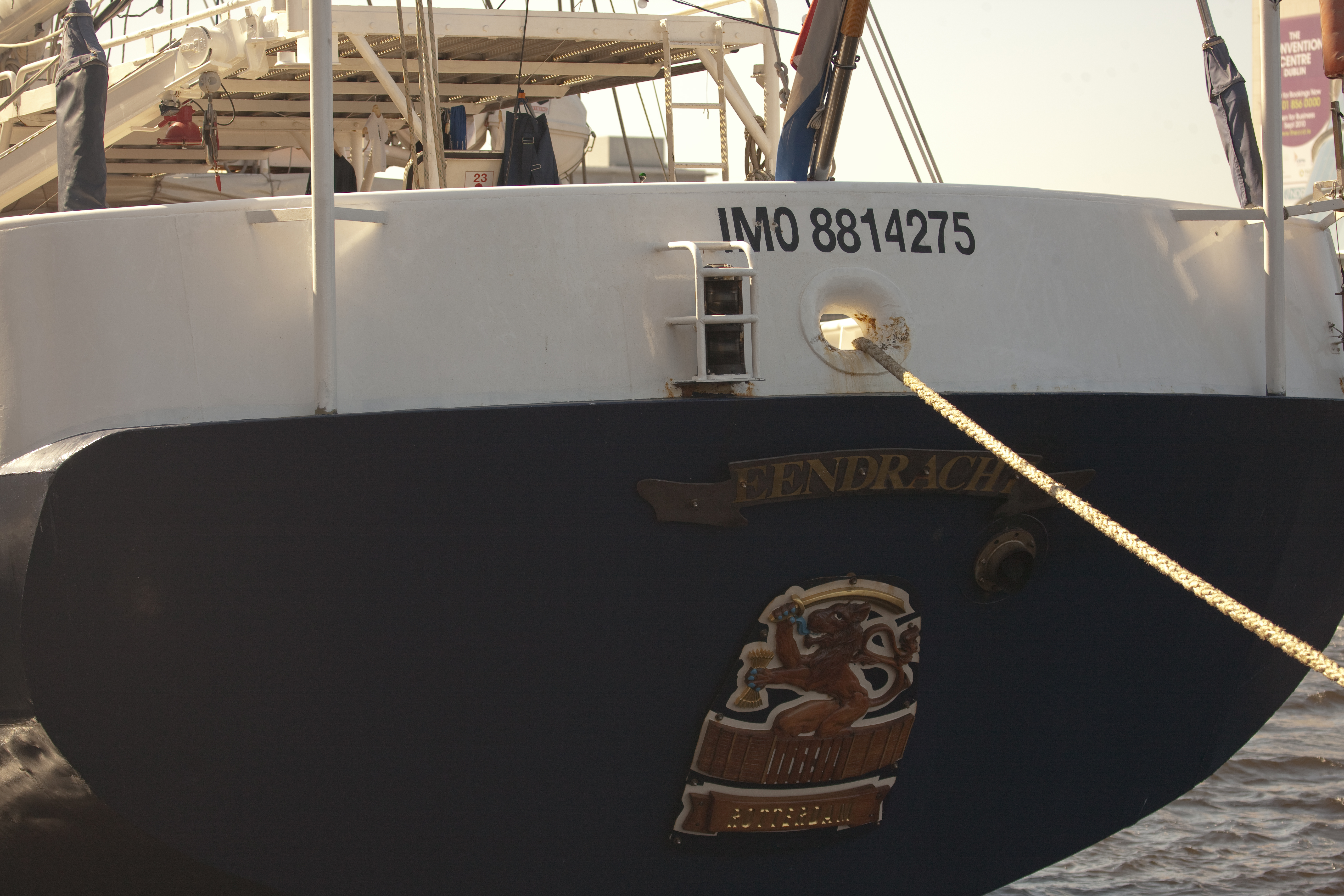
«IMO 8814275» на Eendracht

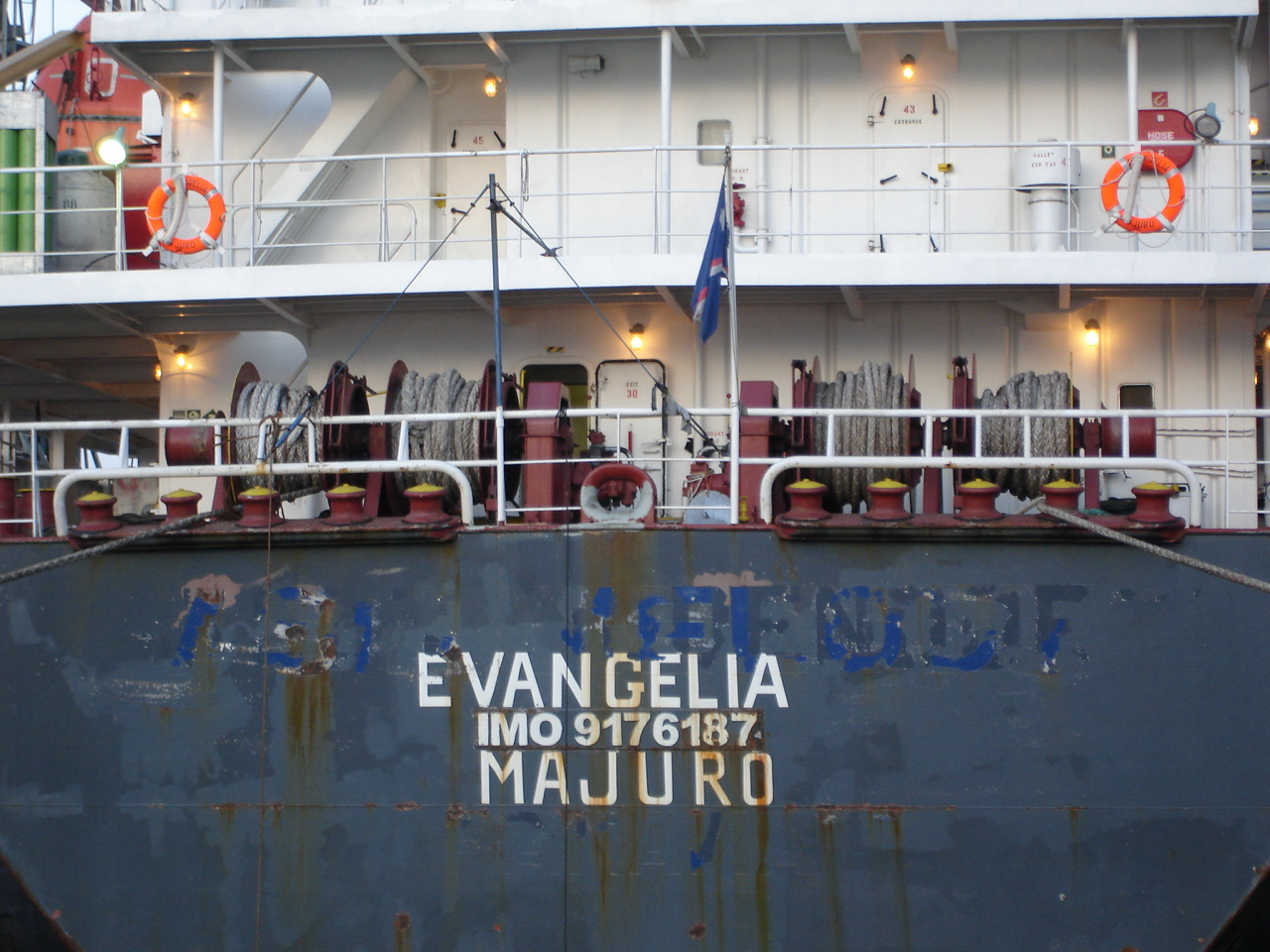
«IMO 9176187» на судні Evangelia

Номер ІМО — реєстраційний номер від Міжнародної морської організації, що є унікальним ідентифікатором судна; також надається компаніям та зареєстрованим власникам суден та використовується для однозначної ідентифікації кожної компанії та/або зареєстрованого власника, який керує суднами валовою вантажопідйомністю щонайменше 100 тонн (gt). Номери компаній/власників ІМО також можуть отримати керівники суден, які не мають суднових номерів ІМО. Відповідно до Міжнародної конвенції з охорони людського життя на морі (SOLAS) номери IMO були введені для підвищення безпеки на морі та зменшення шахрайства та забруднення.
Схема нумерації суден IMO є обов'язковою для підписантів SOLAS для пасажирських і вантажних суден розміром понад 100 т з 1996 року та добровільно застосовується до інших суден з 2013/2017 років. Номер ідентифікує судно та не змінюється при зміні власника судна, країни реєстрації або назви, на відміну від офіційних номерів, які використовуються в деяких країнах. Суднові сертифікати також повинні містити номер судна IMO. З 1 липня 2004 року пасажирські судна також повинні нести маркування на горизонтальній поверхні, видимій з повітря.

## Структура
Номер IMO складається з трьох літер «IMO», за якими йде семизначне число. Він складається з шестизначного послідовного унікального номера, за яким слідує контрольна цифра. Цілісність номера IMO можна перевірити за допомогою його контрольної цифри. Це робиться шляхом множення кожної з перших шести цифр на коефіцієнт від 2 до 7 відповідно до їх положення справа наліво. Крайня права цифра цієї суми є контрольною. Наприклад, для IMO 907472 9: (9×7) + (0×6) + (7×5) + (4×4) + (7×3) + (2×2) = 13 9 .